# Bad Marienberg (Westerwald)

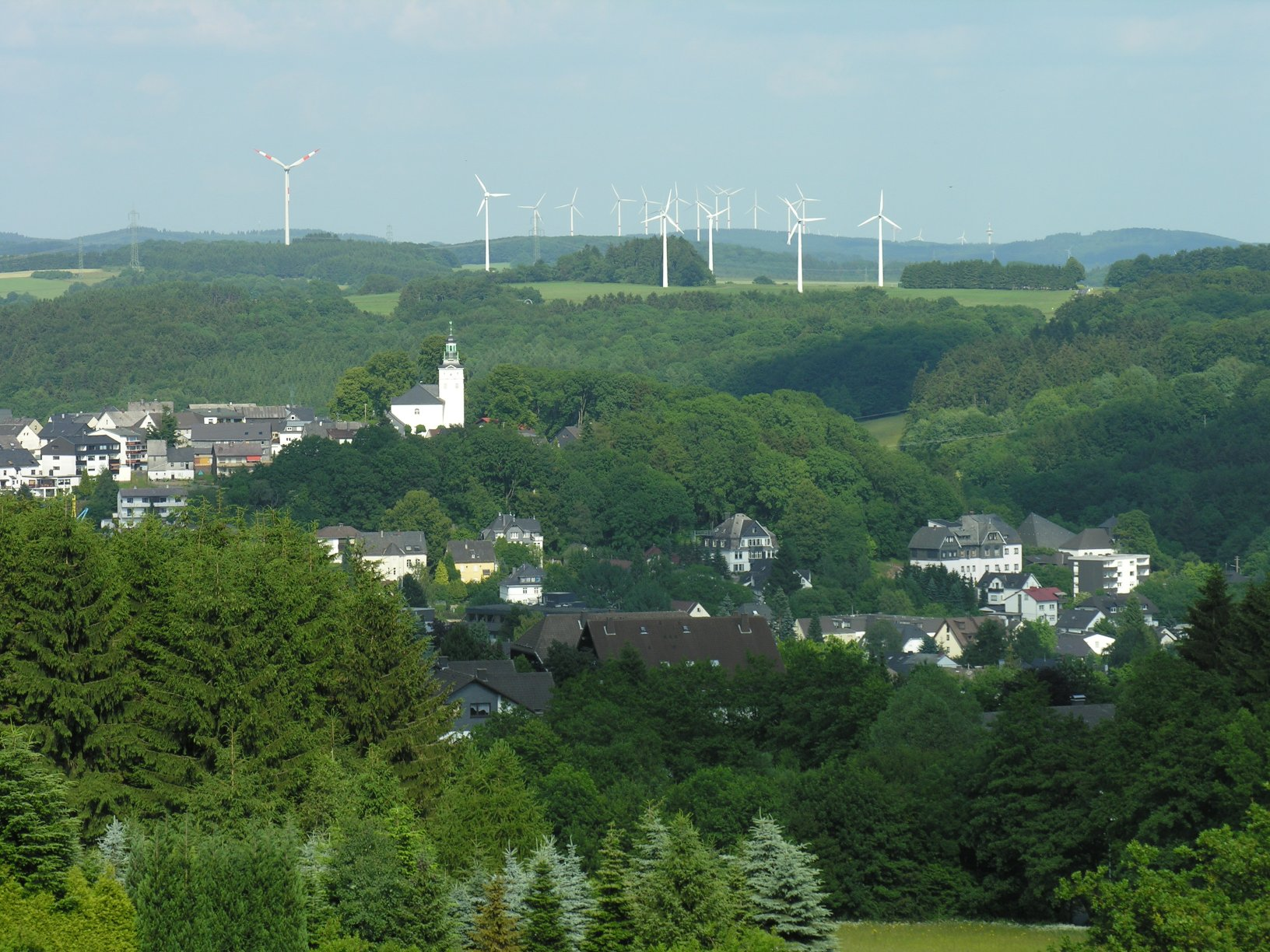
Bad Marienberg

Bad Marienberg (Westerwald) (bis 1967 Marienberg (Westerwald), mundartlich Marmerich) ist eine Stadt und ein staatlich anerkanntes Kneipp-Heilbad im Westerwaldkreis in Rheinland-Pfalz. Sie ist Verwaltungssitz der gleichnamigen Verbandsgemeinde, der sie angehört, und ist gemäß Landesplanung als Grundzentrum eingestuft.

## Geographie

### Geographische Lage
Die Stadt liegt im Westerwald zwischen Limburg an der Lahn in südlicher und Siegen in nördlicher Richtung bzw. zwischen Hachenburg in westlicher und Herborn in östlicher Richtung. Die Nister, die zum Einzugsbereich der Sieg gehört, fließt in Ost-West-Richtung durch die Stadt. Im Ortsteil Langenbach fließt die Schwarze Nister der Nister zu.

### Nachbarorte
Benachbarte Ortsgemeinden sind Nisterau im Osten, Stockhausen-Illfurth im Südosten, Hahn bei Marienberg und Hardt im Süden, Unnau im Westen und Lautzenbrücken im Norden.

### Stadtgliederung
Zu Bad Marienberg gehören neben dem Hauptort die Stadtteile Eichenstruth, Langenbach mit dem Wohnplatz Stärkemühle sowie Zinhain.

### Klima
Der Jahresniederschlag beträgt 1169 mm.
Die maximale gemessene Temperatur beträgt 33,7 °C (gemessen am 8. sowie am 12. August 2003), die niedrigste −21,4 °C vom 1. Januar 1979.
|                       | Jan | Feb | Mär | Apr | Mai | Jun | Jul | Aug | Sep | Okt | Nov | Dez |   |      |
| Mittl. Tagesmax. (°C) | 0   | 2   | 6   | 10  | 15  | 18  | 20  | 20  | 16  | 11  | 5   | 2   | ⌀ | 10,5 |
| Mittl. Tagesmin. (°C) | −4  | −3  | 0   | 2   | 7   | 10  | 12  | 12  | 9   | 5   | 1   | −2  | ⌀ | 4,1  |
|                       |     |     |     |     |     |     |     |     |     |     |     |     |   |      |
| Niederschlag (mm)     | 113 | 81  | 100 | 83  | 84  | 100 | 96  | 98  | 84  | 92  | 115 | 124 | Σ | 1170 |
|                       |     |     |     |     |     |     |     |     |     |     |     |     |   |      |
| Sonnenstunden (h/d)   | 1,3 | 2,5 | 3,4 | 4,9 | 6,0 | 5,9 | 6,4 | 5,9 | 4,6 | 3,6 | 1,6 | 1,2 | ⌀ | 3,9  |
|                       |     |     |     |     |     |     |     |     |     |     |     |     |   |      |
| Regentage (d)         | 22  | 20  | 19  | 19  | 19  | 16  | 19  | 20  | 18  | 21  | 20  | 22  | Σ | 235  |
|                       |     |     |     |     |     |     |     |     |     |     |     |     |   |      |
| Luftfeuchtigkeit (%)  | 92  | 87  | 84  | 77  | 75  | 78  | 77  | 78  | 83  | 87  | 91  | 93  | ⌀ | 83,5 |

| −4 |

| −3 |

| 0 |

| 2 |

| 7 |

| 10 |

| 12 |

| 12 |

| 9 |

| 5 |

| 1 |

| −2 |

| −4 |

| −3 |

| 0 |

| 2 |

| 7 |

| 10 |

| 12 |

| 12 |

| 9 |

| 5 |

| 1 |

| −2 |

## Geschichte

### Mittelalter
Urkundlich erstmals erwähnt wird eine Siedlung im Jahr 1048. Möglicherweise leitet sich aus dieser Quelle auch der Name Westerwald ab, da das Gebiet um Marienberg genau westlich von Herborn liegt.
Im Jahr 1258 wird Marienberg dann als Mons sanctae Mariae bezeichnet. Im 18. Jahrhundert wuchsen das vorher getrennte Obermarienberg, eine heute noch gut erkennbare ringförmige Siedlung um die Pfarrkirche herum, und Untermarienberg zusammen.
Marienberg war Teil der aus den drei „Gerichten“ (Amtsbezirken) Marienberg, Emmerichenhain und Neukirch bestehenden Herrschaft zum Westerwald, die in der sog. ottonisch-walramischen Erbteilung 1255 Graf Otto I. von Nassau gewann. Das Gericht Marienberg bestand spätestens 1258. Nach einer weiteren Teilung 1303 kam das Gebiet an Ottos Sohn Heinrich I. (III.) und war nun Teil von Nassau-Dillenburg. Von 1343 bis 1561 wechselte die Herrschaft auf dem Westerwald an die Zweiglinie Nassau-Dillenburg-Beilstein. Nach deren Erlöschen trat Graf Johann VI. (der Ältere) von Nassau-Dillenburg das Erbe an. Damit waren die ottonischen Stammlande, d. h. die deutschen Besitzungen, erstmals wieder vereint – wenn auch nur für kurze Zeit.

### Neuzeit
Nach weiteren durch Erbfälle bedingten Gebietswechseln innerhalb der nassauischen Dynastie kam Marienberg als Teil der Herrschaft Beilstein unter die Regierung Fürst Wilhelms IV. von Nassau(-Dietz)-Oranien. Diesem war es 1742/43 abermals gelungen, alle ottonischen Länder innerhalb des Heiligen Römischen Reichs Deutscher Nation zu einen. Innerhalb der nun von Dillenburg aus verwalteten deutschen Besitzungen der Oranier war Marienberg spätestens seit 1783 der Herrschaft bzw. dem Amt Beilstein unterstellt. Das Kirchspiel Marienberg zählte im Jahr 1580 rund 450 Seelen und umfasste die Dörfer Bach, Bölsberg, Eichenstruth, Fehl, Großseifen, Illfurth, Langenbach, Marienberg, Hof, Pfuhl, Ritzhausen, Stockhausen, Unnau und Zinhain. Die beiden Grafschaften Sayn-Hachenburg und Sayn-Altenkirchen lagen nur wenige Kilometer nordwestlich.

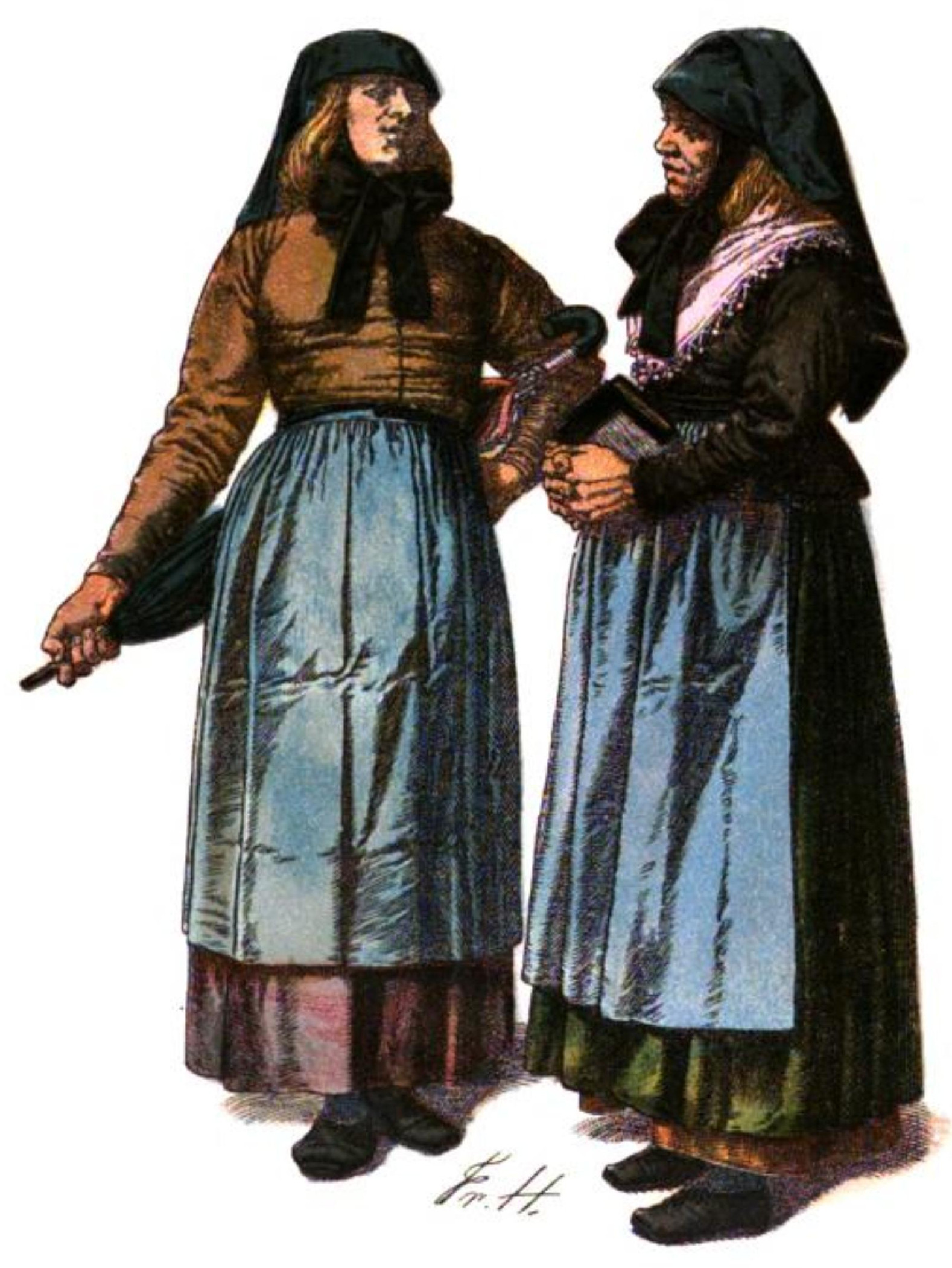
Tracht von Bäuerinnen aus Bad Marienberg

Mit der Herrschaft Beilstein fiel der Ort 1806 an das napoleonische Großherzogtum Berg, wo es 1808 dem Arrondissement Dillenburg innerhalb des Départements Sieg zugewiesen wurde. 1815 ging Marienberg an das Herzogtum Nassau. Das 1816 neu organisierte Amt Marienberg umfasste 43 Dörfer sowie 20 Höfe und Mühlen in 40 Gemeindebezirken mit insgesamt 1805 Familien und 7085 Personen. Gleichzeitig unterstand das Amt Marienberg der Jurisdiktion des Kriminalgerichts Dillenburg. Im Zuge einer kurzlebigen Verwaltungsreform wurde Marienberg 1849 dem neu begründeten Kreisamt Hachenburg einverleibt, bevor 1854 der alte Zustand wiederhergestellt wurde.
1866 fiel das Herzogtum Nassau an Preußen und wurde als Regierungsbezirk Wiesbaden Teil der Provinz Hessen-Nassau. Mit der Einrichtung von Landkreisen nach preußischem Vorbild wurde Marienberg 1867 Sitz des Oberwesterwaldkreises mit den Ämtern Hachenburg, Marienberg und Rennerod. Letzteres ging 1885/86 anlässlich einer Gebietsreform an den neu geschaffenen Landkreis Westerburg (der zusätzlich vom Unterwesterwaldkreis das Amt Wallmerod sowie einige Ortschaften des Amtes Selters erhielt).
Obwohl Marienberg im Jahr 1890 nur 707 (meist evangelische) Einwohner zählte und offiziell noch als Dorf galt, verfügte es bereits über eine beachtliche Infrastruktur: Der Ort beherbergte ein Landratsamt, ein Amtsgericht (Landgericht Limburg an der Lahn), ein Steuer- und Katasteramt, ein Post- und Telegraphenamt, einen Vorschussverein und eine Agentur der Nassauischen Landesbank. Außerdem befanden sich im Ort eine Gerberei sowie in der Umgebung mehrere Braunkohlen-, Eisenstein- und Tongruben.
Mit dem Zusammenschluss des Kreises Westerburg mit dem alten Oberwesterwaldkreis zu einem neuen Oberwesterwaldkreis 1932 verlor Marienberg seine Funktion als Verwaltungssitz an Westerburg. Seit dem 1. April 1939 mit dem Stadtrecht versehen, gehörte Marienberg nach dem Zweiten Weltkrieg zur französischen Besatzungszone und war Teil des „Oberpräsidiums“ Rheinland-Hessen-Nassau.
Seit 1946 ist die Stadt Teil des Landes Rheinland-Pfalz. Am 10. August 1967 bekam die Stadt den Titel „Bad“ verliehen, nachdem sie 1961 bereits das Prädikat Kneipp-Kurort erhalten hatte.
Am 7. Juni 1969 wurden die bis dahin selbstständigen Gemeinden Eichenstruth (185 Einwohner), Langenbach bei Marienberg (804 Einwohner) und Zinhain (423 Einwohner) nach Bad Marienberg (Westerwald) eingemeindet.

### Einwohnerentwicklung
| Bad Marienberg: Einwohnerzahlen von 2012 bis 2024 | Bad Marienberg: Einwohnerzahlen von 2012 bis 2024 | Bad Marienberg: Einwohnerzahlen von 2012 bis 2024 | Bad Marienberg: Einwohnerzahlen von 2012 bis 2024 | Bad Marienberg: Einwohnerzahlen von 2012 bis 2024 |
| ------------------------------------------------- | ------------------------------------------------- | ------------------------------------------------- | ------------------------------------------------- | ------------------------------------------------- |
| Jahr                                              |                                                   |                                                   |                                                   | Einwohner                                         |
| 2012                                              | 2012                                              |                                                   | 5.874                                             | 5.874                                             |
| 2015                                              | 2015                                              |                                                   | 5.895                                             | 5.895                                             |
| 2020                                              | 2020                                              |                                                   | 6.103                                             | 6.103                                             |
| 2024                                              | 2024                                              |                                                   | 6.096                                             | 6.096                                             |
| Quelle(n): statistik.rlp.de                       |                                                   |                                                   |                                                   |                                                   |

## Politik

### Stadtrat
Der Stadtrat in Bad Marienberg (Westerwald) besteht aus 22 Ratsmitgliedern und der Vorsitzenden.

### Bürgermeister
Stadtbürgermeisterin von Bad Marienberg ist Sabine Willwacher (SPD). Bei der Direktwahl am 26. Mai 2019 wurde sie mit einem Stimmenanteil von 62,38 % in ihrem Amt bestätigt. Bei der Kommunalwahl 2024 setzte sie sich bei einer Wahlbeteiligung von 50,9 % mit 59,2 % der Stimmen gegen Phillip Schmidt (CDU) durch. Bei der Wahl 2014 hat sie Ernst Dankwart Neufurth (SPD) abgelöst, der dieses Amt seit 2004 innehatte.

### Städtepartnerschaften
Die Verbandsgemeinde unterhält partnerschaftliche Beziehungen mit der Kreisstadt Marienberg im Erzgebirge und die Stadt Bad Marienberg mit Pagny-sur-Moselle in Frankreich.

## Kultur, Religion und Sehenswürdigkeiten

### Kulturdenkmäler und Sehenswertes
In Bad Marienberg befinden sich einige unter Denkmalschutz gestellte Kulturdenkmäler. Die folgende Liste stellt exemplarische einige Kulturdenkmäler dar und konzentriert sich dabei ausschließlich auf die Innenstadt.

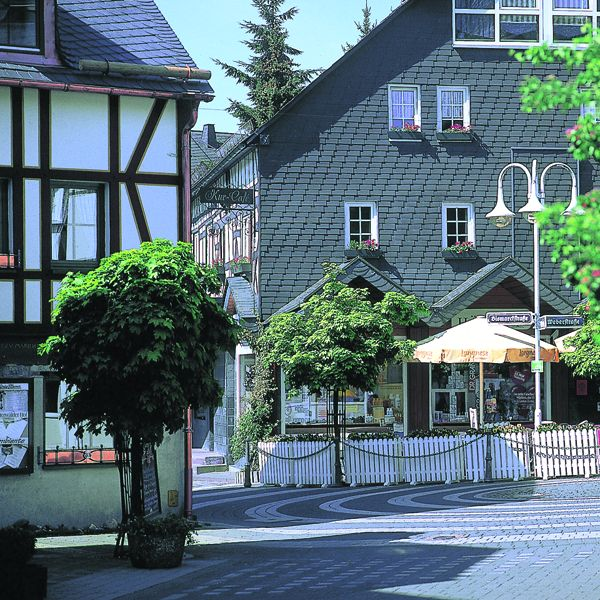
Bad Marienberg Fachwerkzone

#### Landratsamt
Das Landratsamt ist eine eingeschossige Mansarddach-Villa aus dem Jahr 1909. Sie war das Wohn- und Dienstgebäude des Landrats des Oberwesterwaldkreises und befindet sich an der Europastraße.

#### Rathaus
Das Marienberger Rathaus ist ein Fachwerkbau von 1788, der vorher als Pfarrhaus genutzt wurde. Es befindet sich an der Wilhelmstraße. Heute findet man dort die Touristinfo und die Heimatstuben – ein kleines Heimatmuseum. Die Besucher sehen in wechselnden Ausstellungen die Geschichte, das Brauchtum und die Geologie des Westerwaldes. Ein Schwerpunkt der Ausstellung ist dem Basaltabbau gewidmet.
Darüber hinaus ist im Museum die Poststube zu besichtigen, die eine Sammlung seltener Briefmarken- und Ansichtskarten zeigt.

#### Marienquelle
Die Marienquelle fand im Jahre 1863 als sogenannter Heiligenborn erstmals Erwähnung in der Marmer Kirchenchronik. Das Wasser wurde als „vortreffliches Wasser“ beschrieben. Daher ist die Marienquelle der älteste Teil Bad Marienbergs.

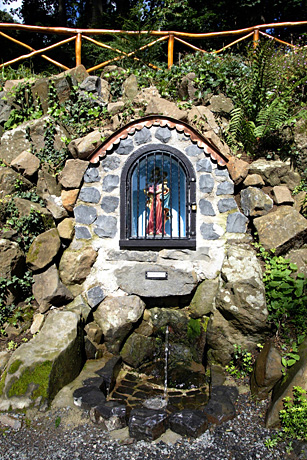
Bad Marienberg Marienquelle

#### Evangelische Pfarrkirche
An der Kirchstraße befindet sich die Evangelische Pfarrkirche. Dabei handelt es sich um einen querrechteckigen Saalbau aus dem Jahr 1819. Die vorherige seit dem 13. Jahrhundert urkundlich bezeugte Kirche brannte 1813 nach einem Blitzeinschlag vollständig ab (Kirchstraße).

#### Katholische Pfarrkirche St. Mariae Himmelfahrt
Die Katholische Pfarrkirche ist ein Saalbau mit einem Turmvorbau an der Nassauischen Straße aus dem Jahre 1931, Architekt ist Dominikus Böhm.

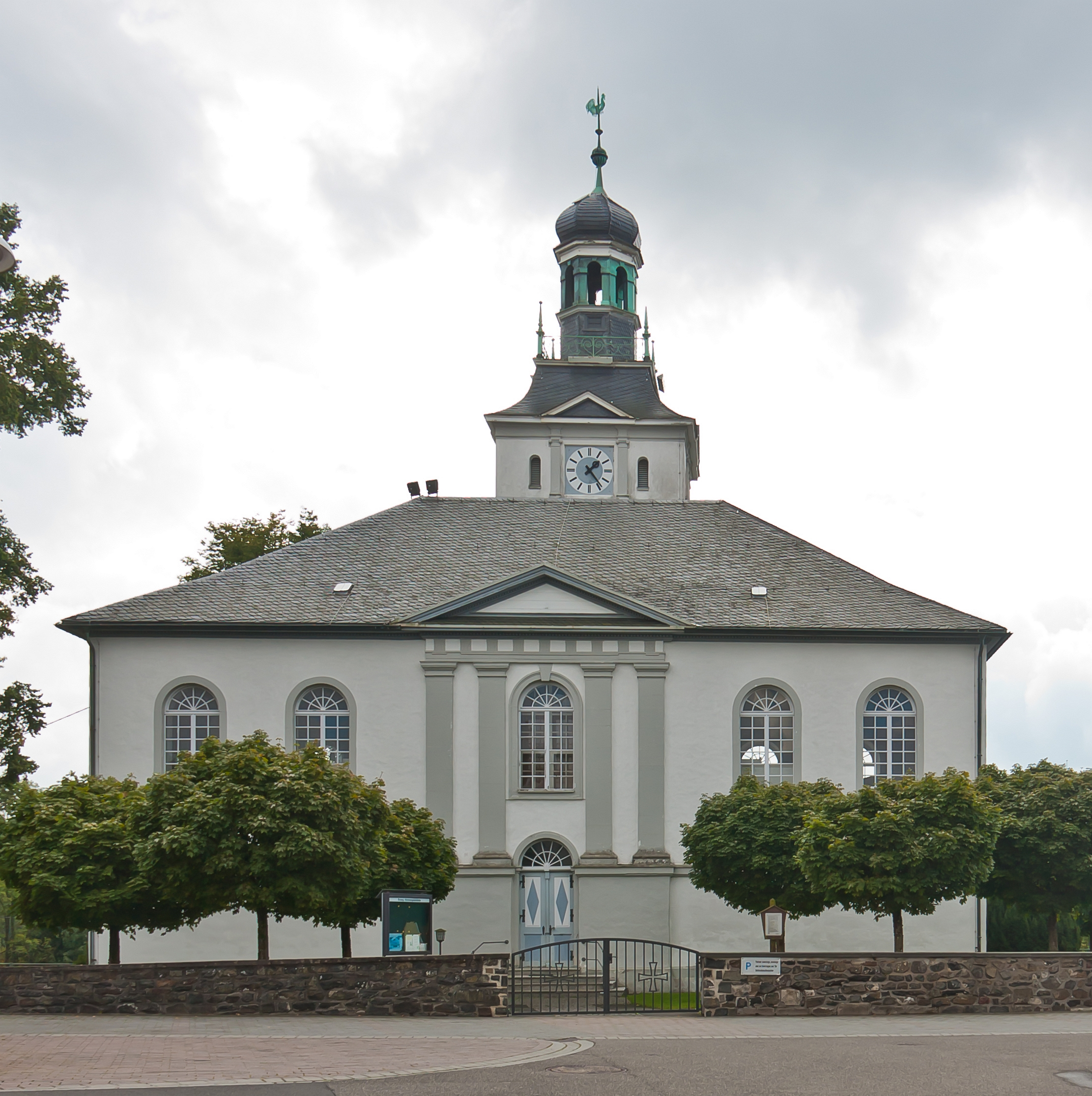
Evangelische Pfarrkirche Bad Marienberg

### Konfessionsstatistik
Mit Stand 30. Juni 2005 waren von den Einwohnern 50,5 % evangelisch, 24,1 % römisch-katholisch und 25,4 % waren konfessionslos oder gehörten einer anderen Glaubensgemeinschaft an. Der Anteil der Protestanten und Katholiken an der Gesamtbevölkerung ist seitdem gesunken. Derzeit (Stand Mai 2025) liegt der Anteil der evangelischen Bürger bei 32,6 %, der katholischen bei 19,4 % und der Sonstigen bei 48,0 %.

### Naturdenkmäler
Im Stadtwald befinden sich der „Kleine Wolfstein“ und der „Große Wolfstein“.

### Parks

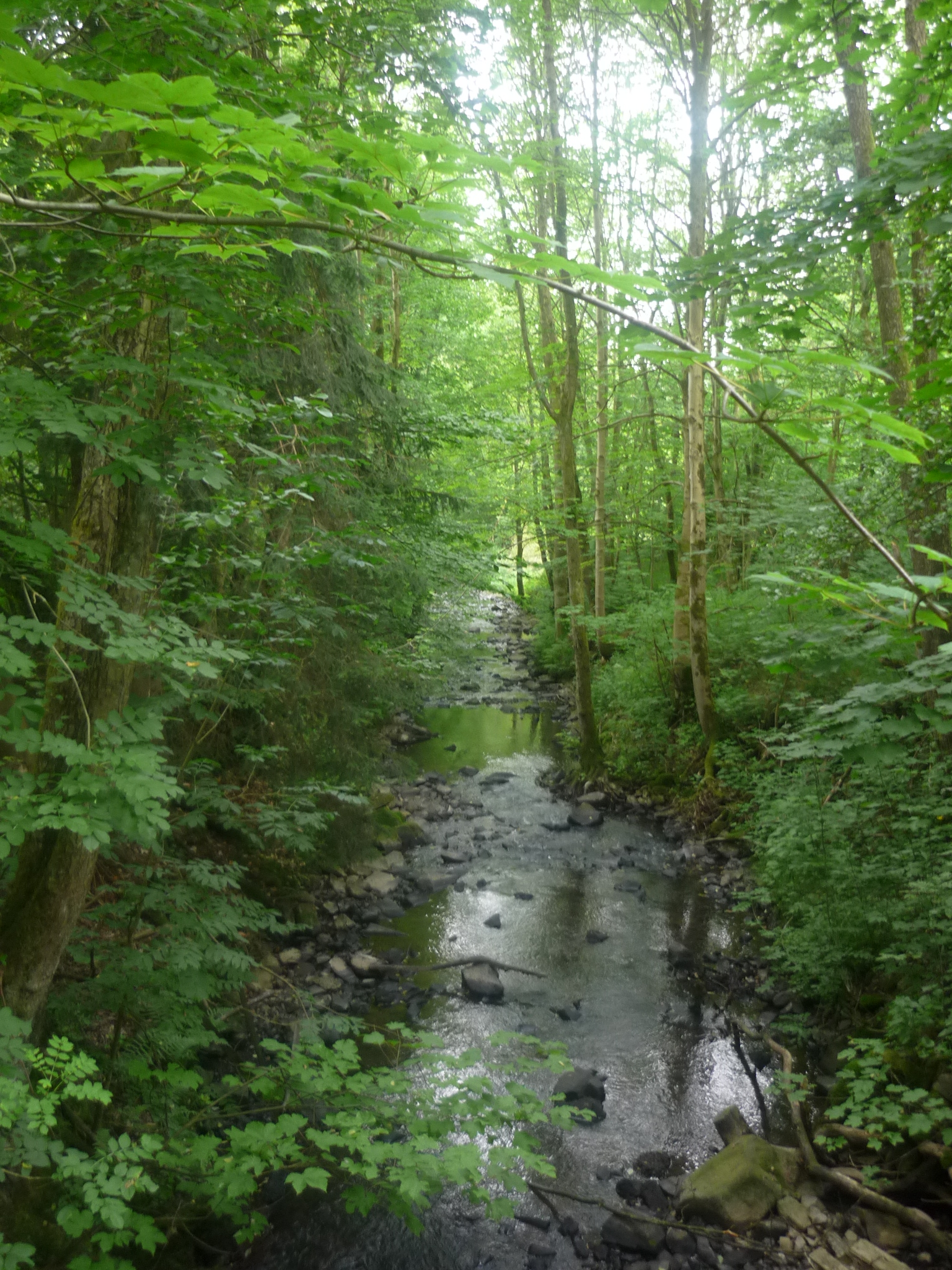
Bacher Lay bei Bad Marienberg

Im Stadtgebiet von Bad Marienberg befindet sich ein Kurpark mit einer Kneippanlage und einer Konzertmuschel, wo von Mai bis September regelmäßig Kurkonzerte stattfinden. Weitere Kneippbecken befinden sich am Waldweg oberhalb der Sebastian-Kneipp-Straße, am Christian-August-Kahm-Weg und beim Barfußweg. Daran schließt sich ein neuer Parkteil mit einem Apothekergarten und einem Barfuß-Parcours an. Der Apothekergarten nach Pfarrer Kneipp mit über 90 Pflanzen wurde nach dem Schema alter Heilpflanzengärten angelegt. Der Apothekergarten zeigt eine Vielzahl von Kräutern. Jedes Kraut wird auf einem Schild erklärt. Der Garten ist jederzeit zugänglich und eintrittsfrei. Der Barfußweg der Sinne ist ein Rundweg mit 18 verschiedenen Belägen – z. B. Holzschnitzel, Tannenzapfen oder Flusskiesel.
Zwischen Bad Marienberg und dem Stadtteil Zinhain ist der Basaltpark, ein stillgelegter Basaltbruch der mit Wanderwegen, Hinweistafeln zur Geologie und einem Museum ausgestattet für die Öffentlichkeit zugänglich ist. In unmittelbarer Nähe des Basaltparks befindet sich der Wildpark Bad Marienberg. In der Nähe des Wildparkes befindet sich ein Kletterwald auf einer Fläche von etwa 10.000 Quadratmetern.

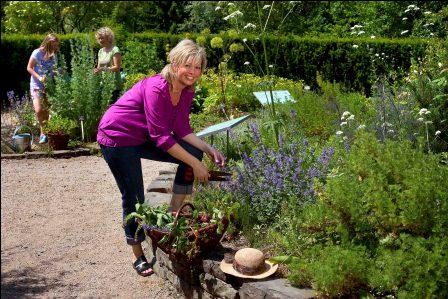
Bad Marienberg Apothekergarten

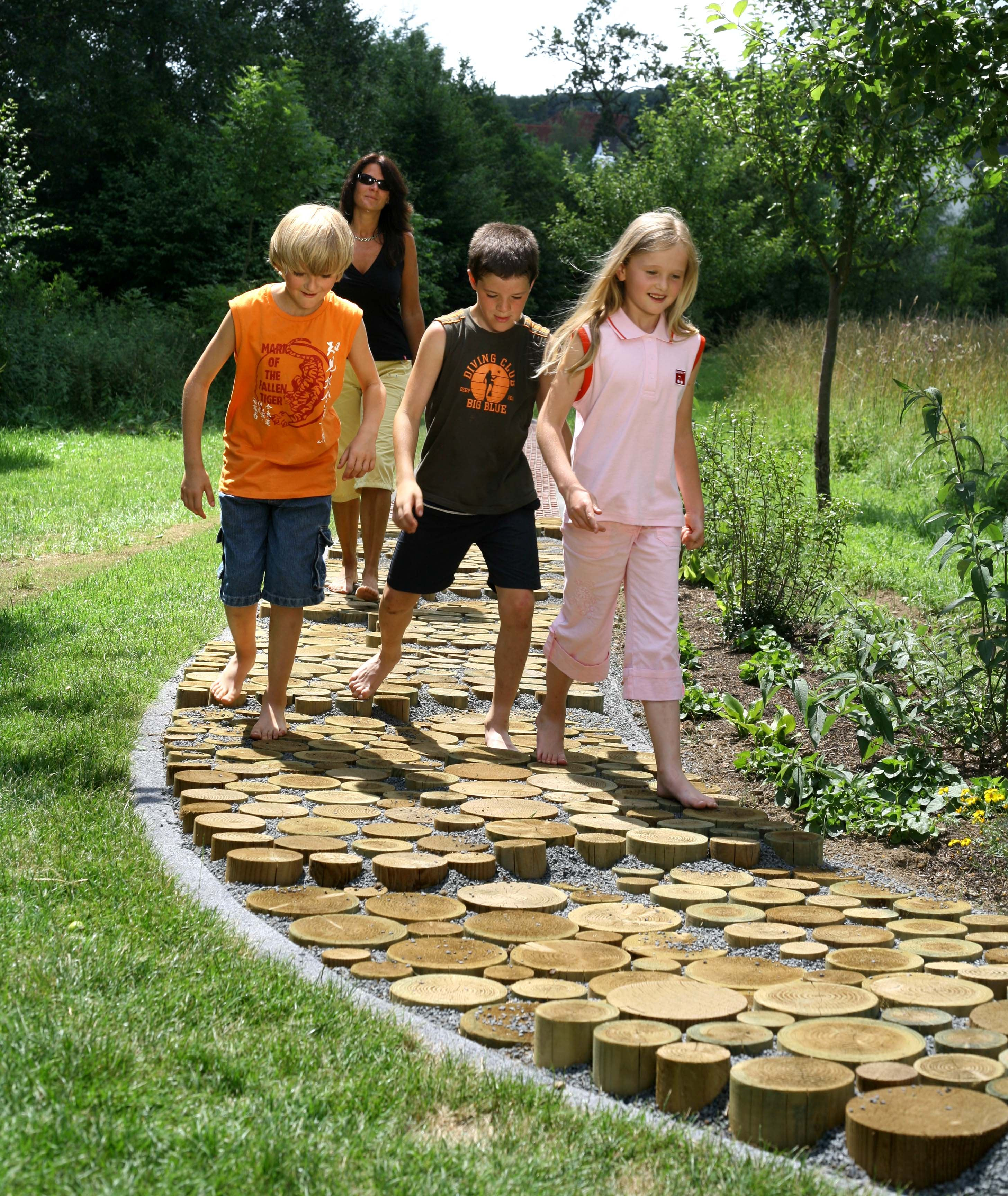
Bad Marienberg, Barfußweg der Sinne

Zwischen Bad Marienberg und Nisterau-Bach befindet sich das Naturschutzgebiet Bacher Lay.

### Regelmäßige Veranstaltungen
- Weinfest (ein Wochenende im Juni): Fest rund um den Wein, auf dem Marktplatz und der Bismarckstraße
- Sommerfestival (Juni bis August): Open-Airkonzerte auf dem Marktplatz, verschiedenen Musikrichtungen
- Marmer Herbstmarkt (Anfang Oktober): Herbst- und Bauernmarkt mit Kunstmeile der regionalen Kunstszene.
- Kräuterwind Gartenmarkt (Anfang Oktober): Pflanzen und Gartenartikel, Kräuterwindprodukte, Schönes & Dekoratives rund ums Haus findet man an den Ständen auf dem Marktplatz. Im Rahmen der Pflanzentauschbörse können Pflanzen getauscht werden.
- Gesundheitsmesse (Anfang Februar): Die Aussteller präsentieren auf der Bad Marienberger Gesundheitsmesse im Forum des Schulzentrums ihre Produkte, Dienstleistungen und neueste Trends rund um das Thema Gesundheit.

Ein Rahmenprogramm mit Workshops und informativen Vorträgen rundet das Angebot der Gesundheitsmesse Bad Marienberg ab.

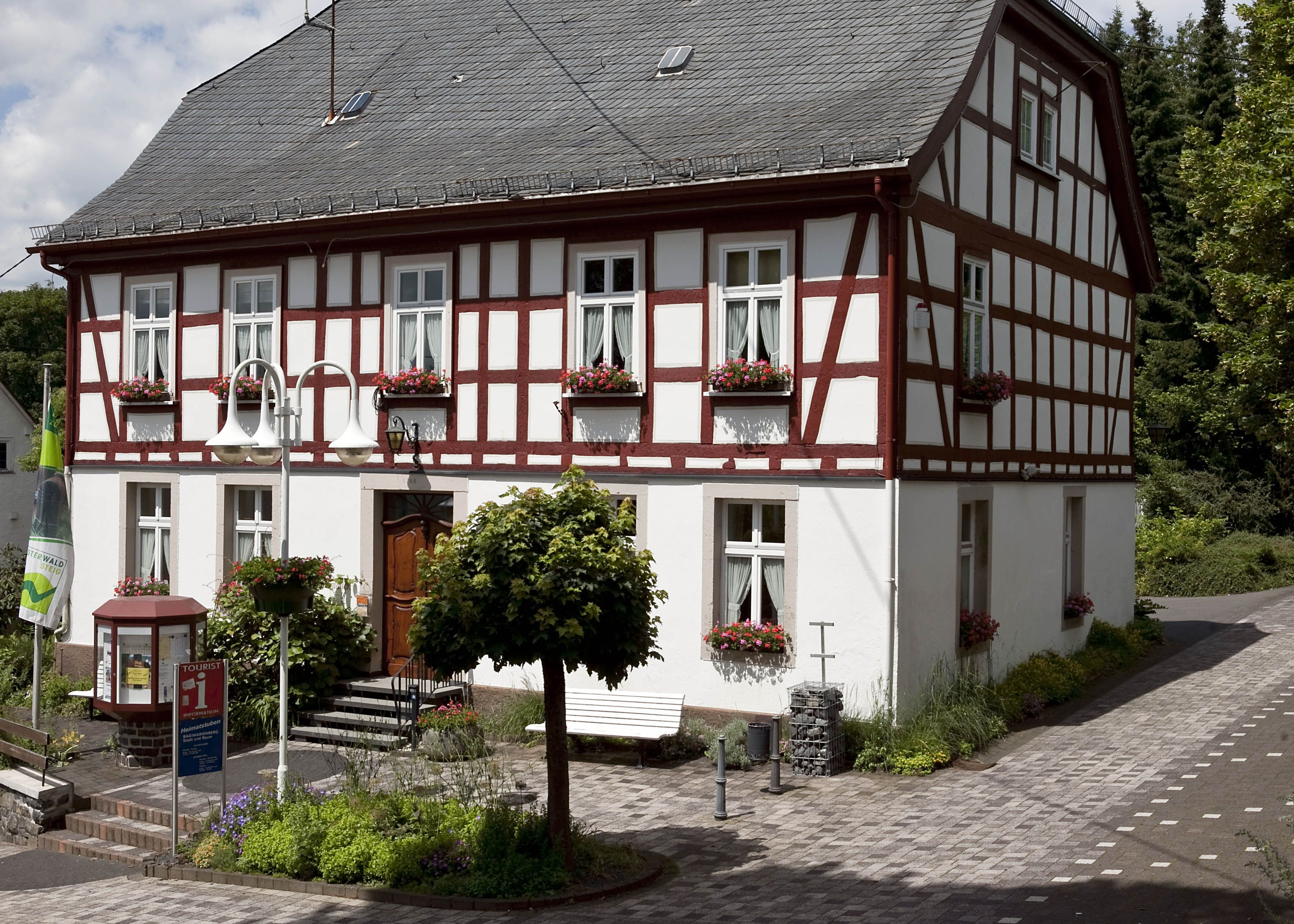
Touristinfo Bad Marienberg

## Wirtschaft und Infrastruktur

### Tourismus
Ein zentraler Wirtschaftsfaktor in der Region ist der Tourismus. Trotz des Bedeutungsverlustes des klassischen Kurbetriebs, verbunden mit einem verminderten Gästeaufkommen in den 1990er Jahren, bleibt Bad Marienberg auch im 21. Jahrhundert ein überregional bekannter Ort. So konnte die Zahl der Gästeübernachtungen in der Verbandsgemeinde bis 2012 um rund ein Drittel gegenüber dem Jahr 2000 gesteigert werden. Neben dem Natur- und Aktivtourismus erfährt aufgrund des demographischen Wandels auch der Gesundheitstourismus wieder zunehmende Bedeutung.

#### Wanderwege
Rundwanderstrecken um Bad Marienberg
M1 Schorrberg (5 Kilometer, 1 Stunde 15 Minuten)
M2 Wolfsteine – Basaltpark (7 Kilometer, 1 Stunde 45 Minuten)
M3 Entlang der schwarzen Nister – Basaltpark (6 Kilometer, 1 Stunde 30 Minuten)
M4 Naturschutzgebiet Bacher Lay – Pfaffenmal (7 Kilometer, 1 Stunde 45 Minuten)
M5 Marienberger Höhe – Hölzerstein (10 Kilometer, 2 Stunden 45 Minuten)
M6 Tal der schwarzen Nister – Hardter Mühle (10 Kilometer, 2 Stunden 30 Minuten)

#### Westerwaldsteig
Der Westerwald-Steig verläuft mitten durch Bad Marienberg.
- Etappe 7: Nistertal – Bad Marienberg (6 Kilometer)
- Etappe 8: Bad Marienberg – Hachenburg (15 Kilometer)

#### Europäischer Fernwanderweg E1
Der europäische Fernwanderweg (E1) verläuft von Flensburg nach Genua. Die 3. Westerwald-Etappe führt auch durch Bad Marienberg. Sie verläuft bis zur Westerwälder-Seenplatte. Die Strecke ist 25 Kilometer lang.

#### Radtouren rund um Bad Marienberg
- Kleine-Nister-Tour – 21,5 Kilometer
- Bahntrassen-Tour – 16,5 Kilometer
- Nister-Wiesensee-Tour – 33,5 Kilometer
- Bad Marienberger Tour – 45 Kilometer
- Stöffelmaus-Tour – 27 Kilometer
- Fuchskauten-Tour – 33 Kilometer

### Bildung

#### Schulen
Im Schulzentrum Bad Marienbergs befinden sich die Schulen der Stadt:
- Wolfsteinschule (Grundschule)
- Realschule plus in integrativer Form: Marie-Curie-Realschule und Wilhelm-von-Nassau-Schule
- Michael-Ende-Schule (Förderschule mit dem Förderschwerpunkt Lernen)
- evangelisches Gymnasium

#### Europa-Haus

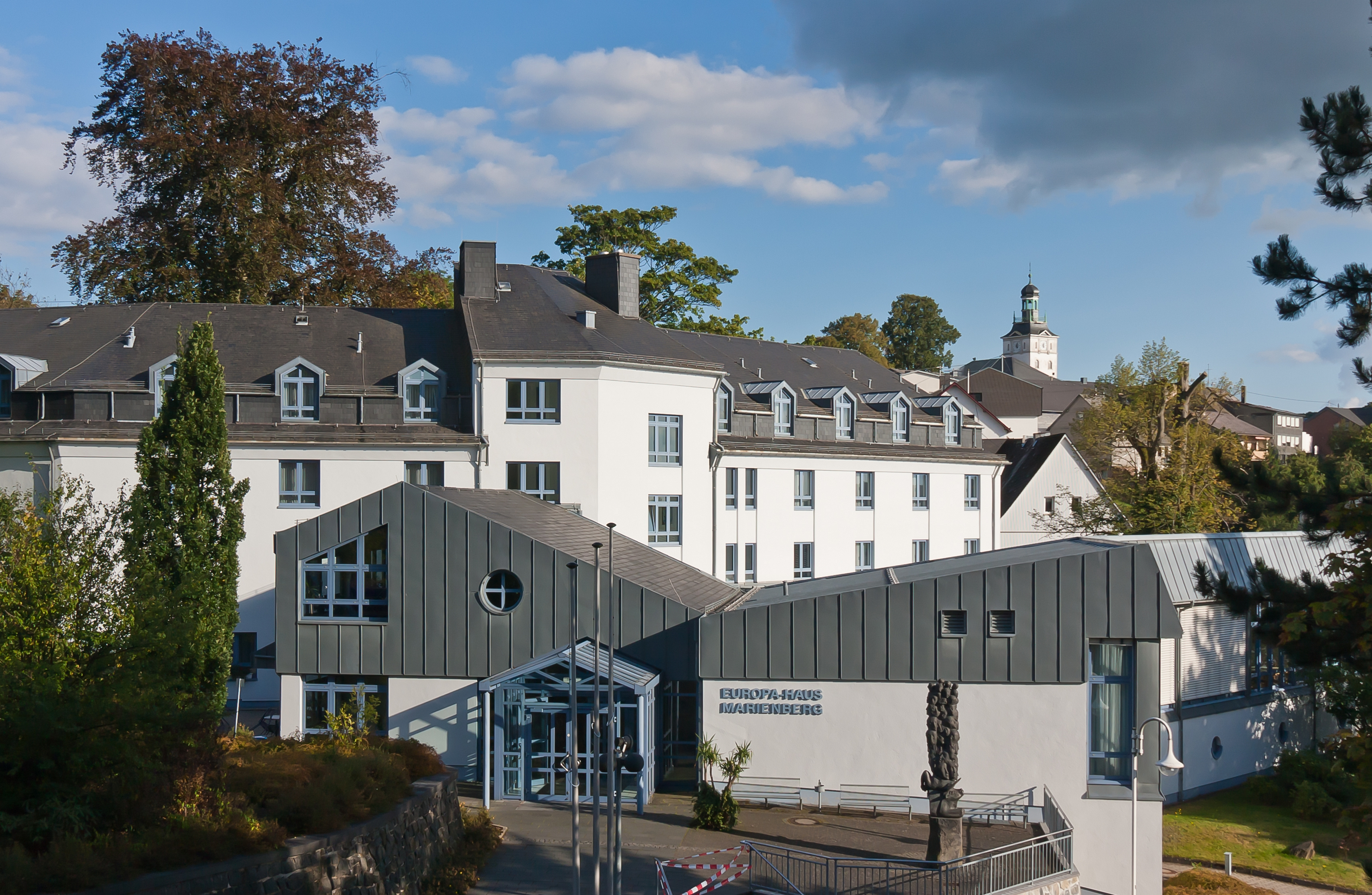
Europa-Haus (Gästehaus)

In Bad Marienberg befindet sich das Stammhaus von inzwischen 128 Europa-Häusern, das Europa-Haus Marienberg. Es wird durch eine Stiftung getragen und dient als Bildungs- und Begegnungsstätte.

### Verkehr
Straße
In unmittelbarer Nähe des Ortes verläuft die B 414, die von Driedorf-Hohenroth nach Altenkirchen führt. Die nächste Autobahnanschlussstelle befindet sich im bereits nordrhein-westfälischen Burbach (Siegerland) an der A 45 Dortmund–Gießen, etwa 22 Kilometer entfernt. Ab Bad Marienberg existieren vielfältige Fahrmöglichkeiten mit den Linienbussen der Rhein-Mosel Verkehrsgesellschaft, u. a. nach Daaden, Westerburg und Montabaur.
Schiene
Der Bahnhof Marienberg-Langenbach – ab 1969: Bad Marienberg – lag ortsnah (gut einen Kilometer südwestlich vom Stadtzentrum) an der ab 1911 im Personenverkehr betriebenen Bahnstrecke Erbach–Fehl-Ritzhausen. Der Personenverkehr wurde hier 1971 eingestellt. Heute besteht Zugang zur Schiene über folgende Möglichkeiten:
- Die nächste Anschlussmöglichkeit an den SPNV besteht am Bahnhof Nistertal-Bad Marienberg im Nachbarort Nistertal sowie am Bahnhof Unnau-Korb, beide an der Oberwesterwaldbahn, auf welcher die Züge der Regionalbahnlinie 90 (Westerwald-Sieg-Bahn) der Hessischen Landesbahn HLB nach dem Rheinland-Pfalz-Takt stündlich in beide Richtungen verkehren.
- Am Bahnhof Au(Sieg) besteht Anschluss an den Rhein-Sieg-Express RSX, welcher als RE 9 von Aachen über Düren, Köln, Troisdorf, Siegburg/Bonn, Au, Betzdorf und Wissen nach Siegen verkehrt sowie zur S-Bahn-Linie 12, welche zwischen Düren, Köln und Au pendelt sowie zur Regionalbahn der HLB in Richtung Siegen.
- Am Bahnhof Limburg (Lahn) besteht Anschluss an Regionalzüge in Richtung Frankfurt am Main, Wiesbaden, Gießen, Koblenz und Montabaur/Siershahn

Luft
Der nächstgelegene Flugplatz ist der Flughafen Siegerland, ca. 12 Kilometer entfernt.

## Persönlichkeiten

### Söhne und Töchter der Stadt
- Christian Baum (1580–1626), Theologe und Philologe
- Ludwig Marburg (1808–1878), Kaufmann und Politiker
- Dirk Basting  (* 1945), Chemiker, Physiker und Unternehmer
- Anette Rückes (* 1951), Leichtathletin
- Ulrich Seiler (* 1952), im Ortsteil in Langenbach geborener Politiker
- Frank Göbler (* 1957), Slawist
- Ulla Held-Daab (* 1962), Richterin am Bundesverwaltungsgericht, Vorsitzende Richterin des 8. Revisionssenats
- Frank Schimmelfennig (* 1963), Politikwissenschaftler
- Jörg Geibert (* 1963), Thüringer Innenminister
- Katja Burkard (* 1965), Fernsehmoderatorin
- Oliver Bimber (* 1973), Informatiker und Hochschullehrer

### Personen mit Bezug zur Stadt
- Gerhard Roth (* 1933), ehemaliger Landtagsabgeordneter (SPD)
- Karsten Thielker (12.11.1965 – 03.10.2020), deutscher Journalist, Fotojournalist und Pulitzer-Preisträger[20]

## Sonstiges

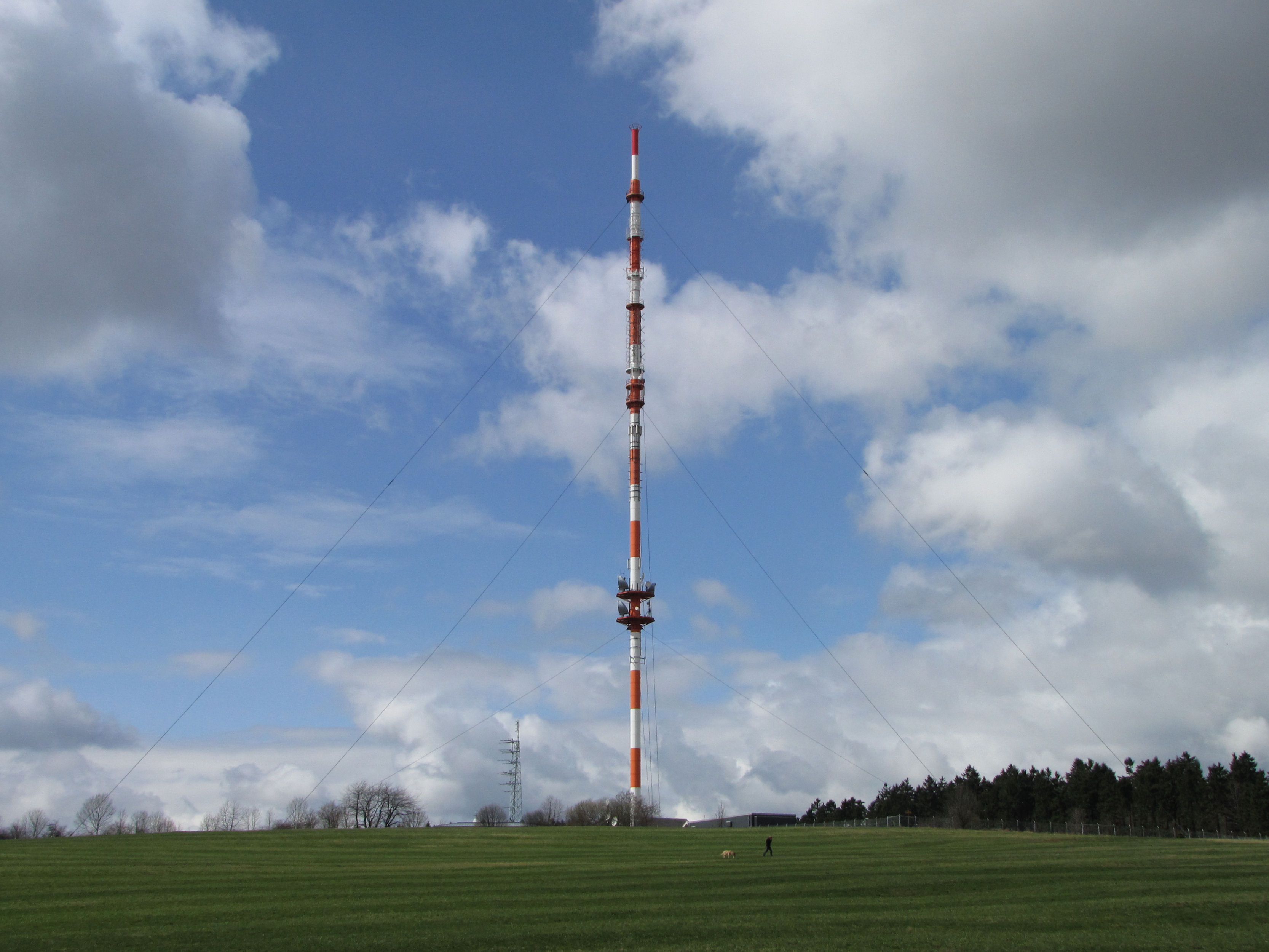
Sender Bad Marienberg

- Sender Bad Marienberg: In der Nähe von Bad Marienberg betreibt Media&Broadcast GmbH (M&B) eine Sendeanlage für UKW und TV, die als Antennenträger einen 180 Meter hohen, abgespannten Stahlrohrmast verwendet. Der Südwestrundfunk (SWR) sendet von dort alle vier Hörfunkprogramme. Am 26. August 2008 wurde die Übertragung analoger Fernsehprogramme abgeschaltet und auf DVB-T umgestellt.
- Der deutsche Wetterdienst betreibt eine Wetterwarte in unmittelbarer Nähe der Sendeanlage.